# Pilcz

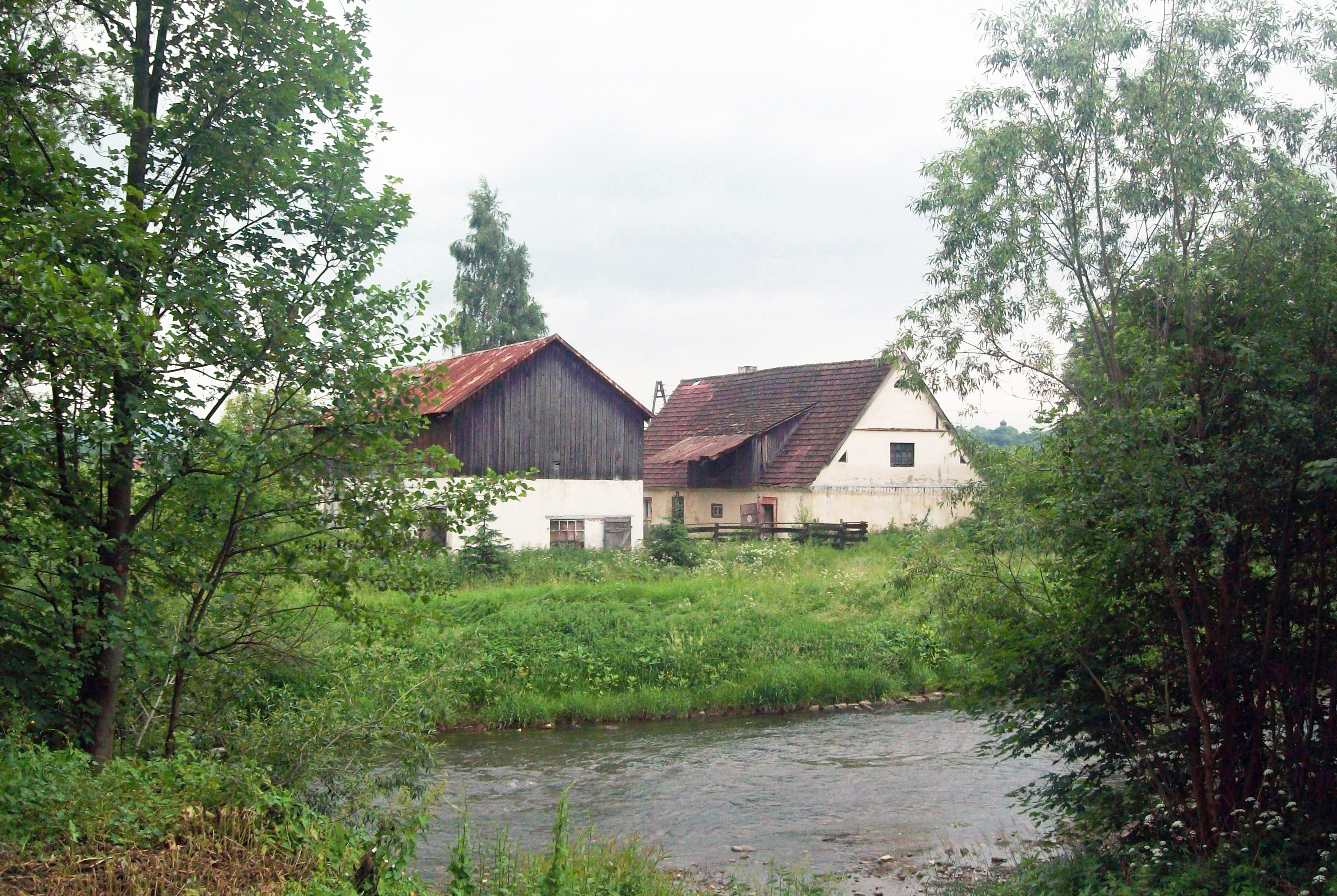
Gehöft in Pilcz

Pilcz (deutsch Piltsch, tschechisch Pileč) ist ein Dorf im Powiat Kłodzki der Woiwodschaft Niederschlesien in Polen. Seit 1937 ist es ein Teil von Rengersdorf, das nach dem Übergang an Polen 1945 in Krosnowice umbenannt wurde. Mit diesem gehört es zur Landgemeinde Kłodzko (Glatz) von dem es fünf Kilometer südlich entfernt liegt.

## Geographie
Pilcz liegt auf einer felsigen Anhöhe im Tal der Glatzer Neiße, in die hier die Landecker Biele mündet. Nachbarorte sind Pawłowa (Quergasse) im Norden, Jaszkowa Dolna (Niederannsdorf) im Nordosten, Krosnowice im Süden und Stary Wielisław Dolny (Niederaltwilmsdorf) im Nordwesten. Westlich erhebt sich der 400 m hohe Plattenhübel (Polana).

## Geschichte
Piltsch gehörte zu den ältesten Dörfern im Glatzer Land, mit dem es die Geschichte seiner politischen und kirchlichen Zugehörigkeit teilte. Es war böhmisches königliches Kammergut und wurde erstmals 1331 als „Pilncze“ urkundlich erwähnt. Weitere Schreibweisen waren 1349 bey dem Polcze, 1489 Piltsch und 1623 zum Pöltsch. Auf einer Anhöhe soll eine Feste gestanden haben, die in den kriegerischen Auseinandersetzungen zwischen Böhmen und Polen um die Vorherrschaft in Schlesien von den Polen zerstört worden sein soll. Die Kriege wurden 1137 mit dem Pfingstfrieden von Glatz beigelegt. Bis in die Neuzeit soll diese Anhöhe von den Einheimischen als „Schlossberg“ bezeichnet worden sein.
Da die Einwohner als Erbwächter des Glatzer Schlosses verpflichtet waren, genossen sie bestimmte Privilegien. 1331 bestätigte der böhmische König Johann von Luxemburg ihre Rechte und Freiheiten und verpflichtete sie dazu, mit acht Personen das ganze Jahr über die Glatzer Burg zu bewachen. Zu den Privilegien gehörte u. a. das freie Schlagen von Holz im königlichen Wald sowie die Freiheit, ungestraft mit Spießen und Schwertern bewaffnet in die Stadt Glatz gehen zu dürfen. Der Glatzer Burggraf wurde verpflichtet, den Wachen jährlich zwei Stück graues Tuch für Kleider zu geben. Die Privilegien und Freiheiten bestätigte König Wenzel IV. mit einem am 30. Dezember 1409 in Glatz ausgefertigten Schreiben und verfügte gleichzeitig, dass den Wächtern jede Nacht ein großer Krug Bier und acht kleine Brote zu reichen seien. 1436 bestätigte König Sigismund, 1489 Herzog Heinrich d. Ä. in seiner Eigenschaft als Graf von Glatz, die Privilegien und Rechte. Zudem gestattete er den Einwohnern, bei der Rengersdorfer Kirchweih Bier auszuschenken.
Mitte des 16. Jahrhunderts wurden die Einwohner von Piltsch von den Wachdiensten auf dem Glatzer Schloss befreit und mussten stattdessen halbjährlich ein sogenanntes Wachtgeld an das königliche Rentamt entrichten. Außerdem wurde der freie Holzbezug aus den königlichen Wäldern eingeschränkt. Im Dreißigjährigen Krieg wurde Piltsch am 22. Oktober 1646 von den schwedischen Truppen niedergebrannt. 1680 starben mehrere Menschen an der damals grassierenden Pest. 
Nach dem Ersten Schlesischen Krieg 1742 und endgültig mit dem Hubertusburger Frieden 1763 kam Piltsch zusammen mit der Grafschaft Glatz an Preußen. Für 1799 sind acht Bauerngehöfte sowie eine Gärtner- und drei Häuslerstellen nachgewiesen. Die Zahl der Einwohner betrug 92.
Nach der Neugliederung Preußens gehörte Piltsch seit 1815 zur Provinz Schlesien und war ab 1816 dem Landkreis Glatz eingegliedert, mit dem es bis 1945 verbunden blieb. Seit dem 28. Februar 1874 gehörte die Landgemeinde Piltsch zum Amtsbezirk Rengersdorf. 1925 wurden 94 Einwohner gezählt. Zum  1. April 1937 wurde die Landgemeinde Piltsch in die Landgemeinde Rengersdorf eingegliedert, mit der zusammen sie als Folge des Zweiten Weltkriegs 1945 an Polen fiel und in Pilcz umbenannt wurde.